# Серакув (Воломінський повіт)
Серакув (пол. Sieraków) — село в Польщі, у гміні Радзимін Воломінського повіту Мазовецького воєводства.
Населення — 446 осіб (2011).
У 1975-1998 роках село належало до Варшавського воєводства.

## Демографія
Демографічна структура станом на 31 березня 2011 року:
|          | Загалом | Допрацездатний вік | Працездатний вік | Постпрацездатний вік |
| -------- | ------- | ------------------ | ---------------- | -------------------- |
| Чоловіки | 227     | 63                 | 146              | 18                   |
| Жінки    | 219     | 42                 | 145              | 32                   |
| Разом    | 446     | 105                | 291              | 50                   |